# Theobromin
 For alternative betydninger, se Kakao (flertydig). (Se også artikler, som begynder med Kakao)
Theobromin er et alkaloid, der forekommer naturligt i kakaobønner, hvorfra det kan udvindes af skallerne. Det er en organisk kemisk forbindelse og renfremstillet er det et farveløst, krystallinsk stof. Theobromin har stor kemisk lighed med koffein, der er blot en methylgruppe til forskel.
Virkninger på mennesket er afslapning af glat muskulatur, især bronchierne, en virkning på hjertet, der svarer til koffeins, blot svagere, samt vanddrivende effekt. Theobromin formodes at være den væsentligste grund til, at kakao har en stimulerende virkning på centralnervesystemet med velvære og tankemæssig klarhed. Stærk afhængighed af chokolade skyldes dog formentlig snarest nogle andre stoffer i kakao, som har neurotransmitter-agtig virkning.
Theobromin er giftigt for hunde, katte, heste, papegøjer og man bør derfor afholde sig fra at give hunde og andre dyr chokolade.

## Eksterne links og henvisninger
1. ↑  Chocolate as Poison. Wired Science

| Kemi | Spire Denne artikel om kemi er en spire som bør udbygges. Du er velkommen til at hjælpe Wikipedia ved at udvide den. |